# Cantone di Wingles
Il Cantone di Wingles è una divisione amministrativa dell'arrondissement di Lens.
A seguito della riforma approvata con decreto del 24 febbraio 2014, che ha avuto attuazione dopo le elezioni dipartimentali del 2015, è passato da 5 a 9 comuni.

## Composizione
I 5 comuni facenti parte prima della riforma del 2014 erano:
- Bénifontaine
- Hulluch
- Meurchin
- Vendin-le-Vieil
- Wingles

Dal 2015 i comuni appartenenti al cantone sono i seguenti 9:
- Bénifontaine
- Estevelles
- Grenay
- Hulluch
- Loos-en-Gohelle
- Meurchin
- Pont-à-Vendin
- Vendin-le-Vieil
- Wingles